# Dicharax akiratadai
Dicharax akiratadai é uma espécie de gastrópode  da família Alycaeidae.
É endémica do Japão.